# Stu Ungar
Stuart Errol Ungar, dit Stu « The Kid » Ungar, né le 8 septembre 1953 à Manhattan, (New York) et mort le 22 novembre 1998 à Las Vegas (Nevada), est un joueur professionnel de poker, de blackjack et de gin rami, parfois considéré comme ayant été le meilleur joueur de tous les temps dans ces trois disciplines,,,.
Avec Johnny Moss, il est le seul joueur ayant remporté trois fois le Main Event des World Series of Poker. Il est également le seul joueur à avoir remporté le Super Bowl of Poker d'Amarillo Slim à trois reprises, second titre le plus prestigieux du monde du poker à son époque.

## Enfance
Ungar naît de parents juifs dans le Lower East Side de Manhattan. Son père, Isadore « Ido » Ungar est un usurier possédant un bar club social, le Foxes Corner, faisant également office d'établissement de jeu et exposant par la même occasion Stu à cet univers dès son plus jeune âge. En dépit des tentatives d'Ido de maintenir Stu éloigné de cet environnement après avoir vu les effets néfastes sur ses propres clients, Stu commence à jouer au gin rami clandestinement et se fait rapidement un nom. Ungar est doué à l'école et saute la classe de cinquième, mais il abandonne l'école en seconde.
Ido meurt d'un arrêt cardiaque en 1966. À la suite de sa mort et en raison du handicap de sa mère, malade également, Stu erre dans les cercles de jeu new-yorkais jusqu'à l'âge de 18 ans, lorsqu'il se lie d'amitié avec le gangster Victor Romano. Romano est un des meilleurs joueurs de cartes de son époque. Il est capable de réciter le dictionnaire par cœur, mot après mot, et a également un penchant pour les calculs de probabilités aux jeux de cartes, tout comme Stu. Avec de nombreux points de connivence, les deux développent une profonde amitié, Romano endossant à la fois le rôle de mentor et de protecteur.
Ungar est réputé pour son arrogance et pour ses fréquentes critiques non dissimulées à propos de la manière de jouer des adversaires qu'il juge moins bons que lui, c'est-à-dire quasiment tout le monde. Une des phrases favorites de Stu résume bien son esprit de compétition : « Je ne veux pas qu'on dise de moi que je suis un bon perdant. Un bon perdant est un perdant avant tout. » Cependant, sa relation privilégiée avec Romano prodigue à Ungar une protection vis-à-vis des joueurs qui prennent mal les réflexions et l'attitude de Stu. D'après certaines informations, un homme aurait tenté de frapper Stu à la tête avec une chaise dans un bar, à la suite d'une victoire écrasante de Stu. Des années après, Ungar raconte que l'homme a été retrouvé tué d'une balle dans la tête quelques jours après l'incident. D'autres rapportent que c'est Ungar qui l’a menacé d'une chaise et qu'il n'y a eu aucun mort.

### Du gin rami au poker
Ungar gagne son premier tournoi de quartier à l'âge de 10 ans. Dans les années 1960, il quitte l'école pour se consacrer à plein temps au gin rami afin d'aider sa mère et sa sœur à la suite de la mort de son père et commence à remporter régulièrement des gains de plus de 10 000 USD. D'ici à 1976, il est considéré comme un des meilleurs joueurs de New York.
Ungar doit quitter New York en raison de dettes de jeu à des courses locales. Il s'installe ensuite à Miami, en Floride, pour y trouver plus d'action. En 1977, il s'installe à Las Vegas où il retrouve Madeline, une ancienne petite amie qu’il épousera en 1982.
Une des raisons qui mènent Stu au poker est sa baisse d'activité au gin à cause de sa réputation. Ungar bat à plate couture quiconque ose le défier, y compris Harry « Yonkie » Stein, considéré comme le meilleur joueur de gin de l'époque. Ungar bat Stein 86-0 dans une partie de Hollywood gin high stakes. À la suite de cet épisode, Harry disparaît de la scène du gin. Après avoir battu Stein et quelques autres joueurs professionnels de gin, Ungar est un homme connu. Personne ne veut plus l'affronter au gin. Dans l'espoir d'un regain d'action en sa faveur, Ungar commence à proposer des handicaps à ses adversaires : possibilité de regarder la dernière carte du jeu, rabais en cas de défaites, jeu au bouton en permanence... tout cela dans le but de laisser une chance à ses adversaires.
Lorsque Stu visite Las Vegas pour la première fois, en 1977, le gin est encore populaire en tournois, tout comme le tête à tête au poker. Ungar gagne tellement de tournois de gin que certains casinos lui interdisent de s'inscrire puisque plus personne n'ose participer lorsqu'il voit son nom sur la liste. Ungar rapportera plus tard dans sa biographie qu'il adorait voir les regards désespérés de ses adversaires réalisant progressivement au fil du match qu'ils n'avaient aucune chance.
Peu après son arrivée à Las Vegas, Stu remporte 40 000 USD contre le joueur professionnel Billy Baxter. Lorsque Baxter voit Stu entrer dans la salle pour la première fois, il est tellement surpris par son apparence frêle et juvénile qu'il doute qu'il soit réellement Stu Ungar, celui dont il a tant entendu parler.
Bien qu'à ce moment Stu soit essentiellement connu pour ses succès au poker, Ungar se considère comme meilleur au gin. « Un jour, il est possible que quelqu'un puisse me battre au hold'em no limit. C'est peu probable, mais c'est possible. Par contre je le jure, je ne vois personne qui puisse un jour être meilleur joueur de gin que moi. »

## Victoires au Main Event WSOP en 1980 et 1981
En 1980, alors novice en Texas Hold'em et désireux de diversifier ses activités à la suite de ses difficultés pour trouver des adversaires au gin, Stu participe aux World Series of Poker (WSOP) à la recherche d'actions en hautes limites. Lors d'une interview en table finale du main event de 1997, Stu avoue au commentateur Gabe Kaplan que les World Series de 1980 sont le premier tournoi de Texas Hold'em qu'il dispute. Le niveau de Stuey augmente à vue d'œil au fil des mains, à tel point que la légende du poker Doyle Brunson affirme qu'il n'a jamais vu un joueur s'améliorer autant durant un tournoi.
Quelques heures plus tard, Stu Ungar remporte le main event, battant ainsi Doyle Brunson et devenant le plus jeune champion du monde de l'histoire du poker. Stu ayant l'air encore plus jeune qu'il ne l'est, il sera dès lors surnommé « Le Kid ».
Donnant tort à tous ses détracteurs affirmant que sa première victoire n'est que le fruit du hasard, Stuey réitère son exploit l'année suivante en remportant à nouveau le main event des WSOP de 1981 contre Perry Green en finale. Plus personne ne nie les talents du Kid.
En 1981, Stu a bien failli ne pas pouvoir défendre son titre : quelques jours auparavant, il est banni du Binion's Horseshoe par Benny Binion pour avoir craché au visage du croupier après avoir perdu un énorme pot en high stakes poker, jusqu'à ce que le fils de Binion, Jack entre dans la salle et convainque son père de laisser Stu jouer, en raison de la publicité que pouvait générer la présence de Stu au Binion's.

### Autres bracelets WSOP
En tant que champion du monde, Ungar gagne son second bracelet en 1981 au 10 000 USD Deuce to Seven Draw event, battant le champion du monde 1978 Bobby Baldwin sur une partie de heads-up. Pour cette victoire, Ungar remporta 95 000 USD. Ungar remporte son quatrième bracelet lors des WSOP de 1983. Il bat le multi-vainqueur WSOP Dewey Tomko au 5 000 USD Seven Card Stud event, remportant ainsi 110 000 USD.

## Blackjack
Le quotient intellectuel exceptionnel et la mémoire photographique de Stu l'avantagent tellement au blackjack qu'il est banni des établissements de jeu. Il ne peut plus y jouer dans aucun casino de Las Vegas ou d'ailleurs.
En 1977, Bob Stupak parie 10 000 USD contre Stu en affirmant que ce dernier ne serait pas capable de compter un sabot de six jeux et de déterminer quelle sera la dernière carte. Ungar remporte le pari.
En 1982, Ungar est poursuivi par la commission de jeu du New Jersey pour avoir triché au blackjack dans un casino d'Atlantic City. Le casino affirme que Stu a ajouté des jetons au dernier moment sur une mise gagnante afin d'augmenter son gain, ce qu'il dément fermement. Il écope d'une amende de 500 USD. Ungar estime que sa mémoire et ses capacités de comptage de cartes sont des dons naturels qui lui permettent de ne pas avoir à tricher au blackJack pour gagner. Stu défend sa cause au tribunal et remporte le procès. Il n'aura pas à payer les 500 USD d'amende mais dépensera cent fois plus en frais d'avocats et de transports. Dans sa biographie, Ungar se déclare tellement fatigué du transport et des procès qu'il n'aurait pas été capable de défendre son titre aux WSOP.
En 1997 Stu, totalement ruiné, réussit à convaincre la direction du Lady Luck de le laisser jouer au blackjack à sabot unique. Étant un compteur de cartes connu, ils acceptent à une seule condition : que ses mises aient une limite haute et une limite basse, neutralisant ainsi la stratégie de Stu. Il continue cependant de jouer au Lady Luck durant six mois, gagnant ainsi plus de 300 000 USD qu'il perdra tout aussi rapidement aux paris sportifs (courses hippiques plus particulièrement).

## Paris, drogues et divorce
La mère de Stu meurt en 1979. C'est également à cette période que Stuey commence à consommer de la cocaïne. Il écrit dans sa biographie qu'au début il l'utilise sur les conseils d'autres joueurs qui en ont besoin pour rester concentrés des heures durant en tournoi. Un usage récréatif qui le rend cependant rapidement dépendant.
Ungar et Madeline se marient en 1982 et ont une fille la même année, Stefanie. Ungar adopte également Richie, fils de Madeline issu d'un premier mariage. Ce dernier voue une véritable admiration à Stu et prend même son nom. En raison du mode de vie de Stu, les choses s'enlisent rapidement, Stu et Madeline divorcent en 1986. Les malheurs s'enchaînent, Richie se suicide en 1989 peu après l'obtention de son diplôme.
Les problèmes de drogue d'Ungar prennent de telles proportions que, au troisième jour des WSOP de 1990, Ungar est retrouvé inconscient sur le sol de sa chambre d’hôtel, à la suite d'une overdose. Il a cependant une telle avance de jetons qu'il termine neuvième malgré les pertes de blindes et remporte 20 500 USD. Son addiction est si forte que la plupart de ses amis pensent qu'il n'atteindra jamais les 40 ans. Selon ses proches, son unique motivation à continuer de vivre est de voir sa fille grandir.
En dépit de ses nombreuses qualités, Stu n'est pas un très bon gestionnaire et, bien souvent, l'intégralité de ses gains au poker est aussitôt dépensée (et perdue) sur les champs de courses.
La plupart des amis d'Ungar, dont Mike Sexton, commencent à l'encourager à entrer en cure de désintoxication. Ungar refuse, sous prétexte qu'il est plus simple de se procurer de la drogue en centre que dans la rue.

## Âge adulte

### Le retour du Kid
En 1997, profondément endetté, Ungar se fait payer les 10 000 USD d'entrée aux WSOP par son ancien camarade de jeu et ami, Billy Baxter. Ungar porte clairement les stigmates de ses excès, particulièrement au niveau de son nez qu'il tente de dissimuler tant bien que mal derrière ses lunettes de soleil. Ayant reçu l'aide de son ami au dernier moment, Stu est le dernier inscrit sur la liste.
À l'issue du premier jour de l'événement, Stu est terrassé par la fatigue : il a passé les dernières vingt-quatre heures à tenter d'amasser suffisamment d'argent pour payer son inscription. Au milieu de la partie, Stu commence à s'endormir à la table et prévient Mike Sexton qu'il ne sera pas capable de tenir jusqu'au bout. Ce dernier l'encourage, tout comme Billy Baxter, ce qui permet à Stu de tenir et d'arriver au bout de la journée.
Tout au long du tournoi, Ungar conserve auprès de lui une photo de sa fille Stefanie et l'appelle régulièrement pour la tenir informée de son parcours. Après un premier jour chaotique, Stu se présente frais et reposé les jours suivants, le menant ainsi en table finale avec une large avance. Centre de toutes les attentions, il est désigné favori par l'ensemble des bookmakers.
En finale contre John Strzemp, Stu relance à 40 000 USD préflop avec A-4 dépareillés, John Strzemp qui possède A-8 dépareillés le paye. Le flop apporte A-5-3 arc-en-ciel. Strzemp envoie 120 000 USD au flop, relancé à 800 000 USD par Stu après une longue réflexion. Strzemp paye à tapis. Le 3 au tournant ne change pas la donne, le 2 à la rivière apportant à Stu sa troisième victoire au main event des World Series of Poker, rejoignant ainsi Johnny Moss, seul joueur jusqu'alors à avoir remporté cet événement à trois reprises.
Après cette victoire, Ungar est interviewé par Gabe Kaplan et montre la photo de sa fille à la caméra, lui dédiant ainsi sa victoire. Il partage le million de dollars de gains avec Baxter. Après seize années d'absence, le Kid est de retour.

### Les dix-huit derniers mois
Comme à son habitude, Stu dilapide l'ensemble de ses gains aux paris sportifs en l'espace de quelques mois. À la demande de Stefanie, il tente plusieurs fois d'arrêter la drogue, en vain.
Alors que les WSOP de 1998 approchent, Baxter propose de nouveau à Stu de lui payer son entrée. Cependant, dix minutes avant le début du tournoi, Ungar dit à Baxter qu'il est trop fatigué et déprimé pour pouvoir jouer. Il confie quelques jours plus tard que son refus de participer est dû à sa consommation de drogue abusive des derniers jours. Il estime qu'il serait encore plus embarrassant de se montrer dans cet état-là que de se désister au dernier moment.
Dans les mois qui suivent les WSOP de 1998, Ungar disparaît de la scène publique. Il passe d'hôtel en hôtel à Las Vegas, quittant rarement ses chambres. On l'a également aperçu à plusieurs reprises dans des casinos, mendiant quelques jetons et prétendant vouloir les utiliser pour jouer alors qu'il les dépense aussitôt pour acheter du crack à la suite de son abandon de la cocaïne à cause de l'affaissement de sa cloison nasale. Ses amis ne veulent plus lui donner d'argent tant qu'il ne se sera pas soigné de ses addictions. Il est arrêté pour possession de crack et de cocaïne.
En octobre 1998, Bob Stupak passe un accord avec Stu en sponsorisant son entrée à quelques tournois.

### Mort
Le 20 novembre 1998, Stu Ungar s'enregistre à la chambre numéro 6 de l'Oasis Motel, un hôtel bon marché du Strip. Ungar paye cent dollars pour deux jours ; il est retrouvé allongé et sans vie le 22 novembre 1998, habillé, le téléviseur éteint et avec seulement huit cents dollars sur les vingt-cinq mille que lui avait prêtés Bob Stupak. Aucune drogue n'a été retrouvée dans l'appartement. Personne ne sait où est passé le reste de l'argent.
Une autopsie a mis en évidence des traces de drogue dans son organisme, mais qui ne semblent pas être la cause directe de sa mort. Il serait mort d'un arrêt cardiaque dû à des années de consommation excessive.
Bien qu'ayant gagné environ trente millions de dollars durant sa carrière, Stu est mort sans aucun patrimoine. Il est enterré au cimetière de Palm Valley View Memorial Park à Las Vegas.

## Style de jeu
Stu est connu pour son style ultra-agressif et ses bluffs bien dosés. Mike Sexton déclare que les jetons de Stuey sont constamment en mouvement. Stu est également réputé pour sa clairvoyance concernant la lecture de l'adversaire.
Lors des WSOP de 1992, Ungar affronte Mansour Matloubi dans une série de tête à tête à 50 000 USD en no limit hold'em. Lors de la main finale, Matloubi tente de bluffer Ungar à tapis pour 32 000 USD à la rivière avec un tableau 3-3-7-K-Q. Ungar qui a 10-9 en main hésite un instant avant de dire à Matloubi : « Tu as 4-5 ou 5-6 donc je vais te payer avec ça. » Il montre ensuite sa hauteur 10 en remportant le pot et éliminant Matloubi qui a exactement ce qu'Ungar a prédit,.

## Dans d'autres médias
- Film sur sa vie en 2003 "High Roller: The Stu Ungar Story" d'A. W. Vidmer, le rôle de Stu Ungar est joué par Michael Imperioli.

Livre (en)
- "One of a Kind: The Rise and Fall of Stuey ',The Kid', Ungar, The World's Greatest Poker Player" de Nolan Dalla et Peter Alson (Atria Books/Simon & Schuster).